# Nowa Wieś Kętrzyńska

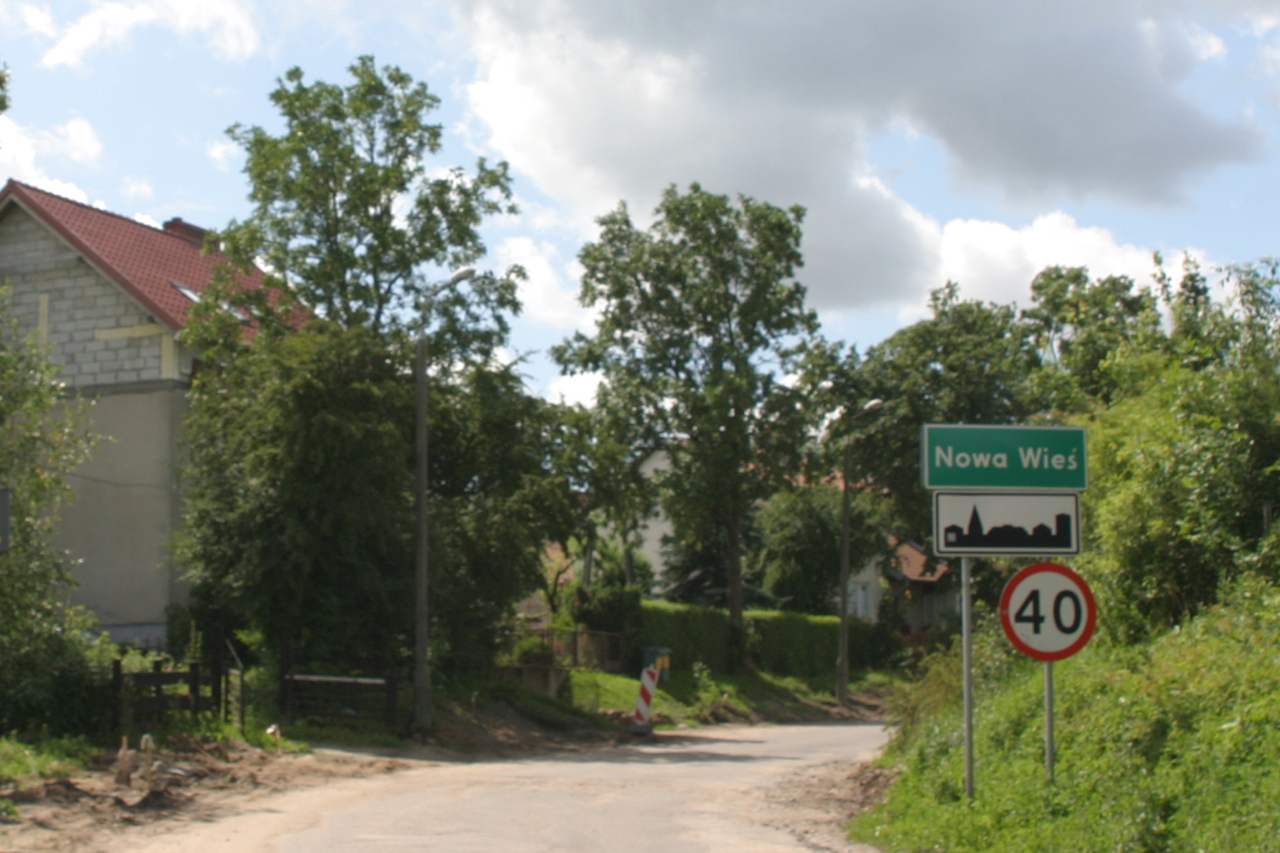
Nowa Wieś Kętrzyńska (2009)

Nowa Wieś Kętrzyńska (deutsch Neuendorf) ist ein Ort in Polen in der Woiwodschaft Ermland-Masuren. Es liegt im Powiat Kętrzyński (Kreis Rastenburg) in der Gmina Kętrzyn (Landgemeinde Rastenburg).

## Geographische Lage
Nowa Wieś Kętrzyńska liegt im Nordosten Polens. Der Norden des Dorfes grenzt direkt an die Stadt Kętrzyn. Südlich des Dorfes liegen in etwa zwei Kilometern Entfernung die Dörfer Windykajmy (Windtkeim) und Nowa Wieś Mała (Klein Neuendorf).

## Geschichte

### Ortsgeschichte
Das Dorf wurde 1372 mit einer Fläche von 31 Hufe nach Kulmer Recht lokalisiert. 1818 bestand das Dorf aus 25 Häusern.
Im Januar 1945 nahm die Rote Armee die Gegend ein und als Folge des Krieges wurde die Gegend Teil Polens. 1949 entstand hier ein Kindergarten, einer der ersten der Umgebung.

### Einwohnerentwicklung
Nachfolgend die graphische Darstellung der Einwohnerentwicklung.

## Kirche
Bis 1945 war Neuendorf in die evangelische Pfarrkirche Rastenburg in der Kirchenprovinz Ostpreußen der Kirche der Altpreußischen Union, außerdem in die römisch-katholische Kirche St. Katharina in Rastenburg, Bistum Ermland, eingepfarrt. Heute gehört Nowa Wieś Kętrzyńska katholischerseits weiterhin zur Stadt Kętrzyn, die jetzt dem Erzbistum Ermland zugehört. Evangelischerseits ist das Dorf an die Johanneskirche Kętrzyn in der Diözese Masuren der Evangelisch-Augsburgischen Kirche in Polen gebunden.

## Verkehr
Vom nördlich gelegenen Kętrzyn führt eine Straße durch Nowa Wieś Kętrzyńska. Im Süden des Dorfes verzweigt sie die Straße. Die westliche Straße führt nach Windykajmy, die östliche nach Nowa Wieś Mała (Klein Neuendorf) und weiter nach Sławkowo (Reimsdorf).
Das Dorf verfügt über keinen eigenen Bahnanschluss. Die nächste Bahnstation befindet sich in Kętrzyn. Von dort bietet die PKP Direktverbindungen nach Korsze (Korschen) und Białystok an.
Der geographisch nächste internationale Flughafen ist der Flughafen Kaliningrad, der sich etwa 110 Kilometer nordwestlich auf russischem Hoheitsgebiet befindet. Der nächste internationale Flughafen auf polnischem Staatsgebiet ist der etwa 190 Kilometer westlich gelegene Lech-Wałęsa-Flughafen Danzig.